# خريجة
خريجة قرية سوريّة تتبع إداريّاً لمحافظة حلب منطقة منبج ناحية مركز منبج، بلغ تعداد سكانها 336 نسمة حسب التعداد السكاني لعام 2004.